# 30 Vulpeculae

Constelación Vulpecula.

30 Vulpeculae (30 Vul / HD 197752 / HR 7939 / HIP 102388) es una estrella en la constelación de Vulpecula. De magnitud aparente +4,93, no posee nombre propio ni denominación de Bayer, siendo conocida por su número de Flamsteed. Se encuentra a 365 años luz de distancia del sistema solar.
30 Vulpeculae es una gigante naranja de tipo espectral K2III con una temperatura superficial de 4649 K.
Esta clase de estrellas son frecuentes en el cielo nocturno, destacando entre ellas Arturo (α Bootis) o Aldebarán (α Tauri).
La luminosidad de 30 Vulpeculae es 166 veces mayor que la luminosidad solar y, como gigante que es, su radio es considerablemente más grande que el del Sol, unas 16 veces mayor. Su velocidad de rotación es de sólo 1,5 km/s, si bien esta cifra es sólo un límite inferior.
Su metalicidad —abundancia relativa de elementos más pesados que el helio en una estrella— es sólo un 13% inferior a la solar.
30 Vulpeculae tiene una compañera estelar detectada sólo mediante espectroscopia.
Su período orbital es de 2506 días y su órbita es notablemente excéntrica (ε = 0,38).